# Brigi Rafini

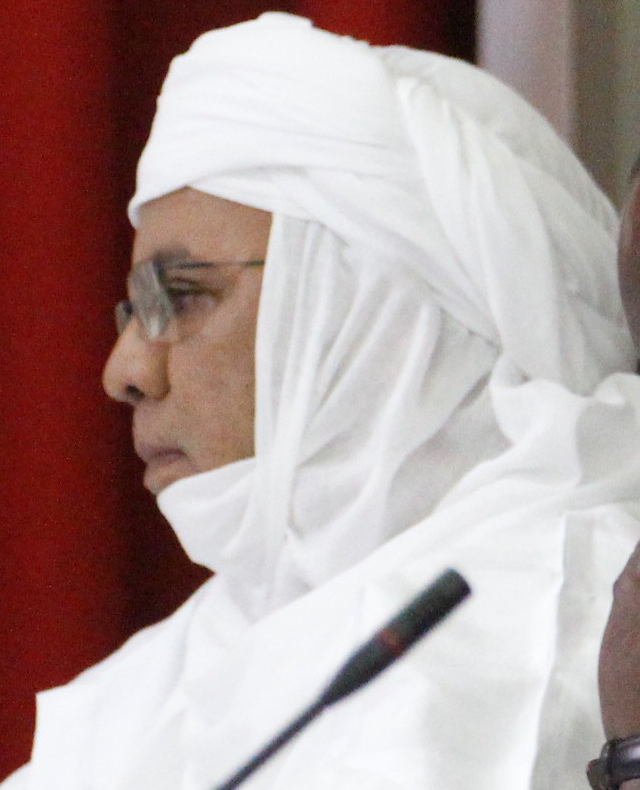
Brigi Rafini, 2014

Brigi Rafini (Iferouane, 7 de abril de 1953) es un político nigerino que ocupó el cargo de Primer ministro de Níger desde el 7 de abril de 2011 hasta el 3 de abril de 2021. De etnia tuareg, Rafini fue ministro de Agricultura a finales de los años 1980 y, por cuatro veces, vicepresidente de la Asamblea Nacional entre 2004 y 2009.
Mahamadou Issoufou, tras su victoria en las elecciones presidenciales, anunció el nombramiento de Rafini como primer ministro en abril de 2011. A finales de abril Rafini y el presidente anunciaron la composición del gobierno, formado por 23 personas, en su mayoría miembros del partido presidencial, el Partido Nigerino para la Democracia y el Socialismo.

## Biografía
Brigi Rafini nació en 1953 en Iferouane, en la región de Agadez, en la colonia de Níger, en el África Occidental Francesa. Asistió a escuelas primarias y secundarias en Iferouane y Agadez. De 1971 a 1974, asistió a la Escuela Nacional de Administración (ENA) en Niamey, donde realizó estudios de posgrado de 1978 a 1981. En 1983, pasó un año en la Universidad de Instituto Internacional de Administración Pública (IIAP) en París. Regresó a París diez años después, en la Escuela Nacional de Administración (ENA) de 1994 a 1995. 
Brigi Rafini, como administrador civil, ministro y titular de cargos, ha representado a cuatro partidos políticos diferentes desde la década de 1980. Era miembro del Movimiento Nacional para el Desarrollo de la Sociedad (MNSD) en el momento en que era un partido unitario (1989-1991), y se retiró para unirse a la facción disidente que se convirtió en la Alianza Nigeriana para la Democracia y el Progreso (ANDP) durante la Tercera República Democrática (1993-1996), que contribuyó a la formación del partido Agrupación para la Democracia y el Progreso (RDP-Jama'a) durante la presidencia de Ibrahim Baré Maïnassara (1996-1999). Se desempeñó como parlamentario y oficial de la Asamblea del PDR en oposición durante la Quinta República (1999-2009). Desde entonces, se unió oficialmente al Partido Nigerino para la Democracia y el Socialismo (PNDS), elegido para el poder en 2011.
Cuando Mahamadou Issoufu, quien ganó las elecciones presidenciales de enero a marzo de 2011, asumió el cargo de presidente el 7 de abril de 2011, rápidamente designó al Sr. Rafini como primer ministro. El gobierno de 23 miembros liderado por Rafini fue nombrado el 21 de abril de 2011. El 2 de abril de 2016, cuando Issoufou prestó juramento para su segundo mandato, volvió a designar a Brigi Rafini como primer ministro.